# Останній дюйм (фільм)
«Останній дюйм» (рос. Последний дюйм) — радянський кольоровий художній пригодницький фільм-драма, знятий на кіностудії «Ленфільм» в 1958 році режисерами Теодором Вульфовичем і Микитою Куріхіним за однойменним оповіданням Джеймса Олдріджа.

## Сюжет
Повоєнні роки, узбережжя Північної Африки. Безробітному льотчику Бену Енслі пропонують великі гроші за небезпечну роботу — підводні зйомки акул. Бен і його син Деві, який ублагав батька взяти його з собою, летять на дальній безлюдний берег моря. Під час зйомок Бен пережив напад акул і напівживим вибирається на берег, а хлопчик, рятуючи життя собі й батькові, затягує його в літак і злітає. Непритомніючи, Бен на ходу вчить Деві керувати машиною. Той долає небезпечний шлях і садить літак на аеродромі — зробивши все правильно до останнього дюйма.

## У ролях
- Слава Муратов —  Деві
- Микола Крюков —  Бен Енслі  (роль озвучив   Юрій Толубєєв)
- Михайло Глузський —  Джиффорд
- Аліага Агаєв —  господар кафе
- Мухліс Джані-Заде —  механік  (роль озвучив   Сергій Юрський)
- Олексій Розанов —  лікар
- Іван Дмитрієв —  відвідувач кафе

- «Пісню Бена» (рос. «Тяжёлым басом гремит фугас…», слова М. А. Соболя, музика М. С. Вайнберга) виконав Михайло Риба

## Знімальна група
- Автор сценарію —  Леонід Бєлокуров
- Режисери-постановники —  Теодор Вульфович,  Микита Куріхін
- Головний оператор —  Самуїл Рубашкін
- Художник —  Олексій Рудяков
- Оператор підводних зйомок — Анатолій Попов
- Композитор — Мечислав Вайнберг
- Текст пісень —  Марк Соболь